# 四国スバル
四国スバル（しこくスバル）は、かつて愛媛県松山市に本社をあったSUBARUのディーラーである。

## 沿革
- 1957年 - 高知スバル自動車株式会社設立
- 1962年 - 愛媛スバル自動車株式会社設立
- 2001年 - 愛媛スバル自動車が高知スバル自動車を合併して、「四国スバル株式会社」に商号変更[2]。
- 2009年 - 全国スバル販売店の再編により、広島スバル傘下の事業会社となる[3]。
- 2025年 - 中国地方のスバル販売店4社と東四国スバルを統合して中四国スバルに統合[4]。

## 店舗
- 本社&高岡店 - 愛媛県松山市高岡町463-1
- 松山インター店 - 愛媛県松山市井門町455-1
- 新居浜店 - 愛媛県新居浜市東田3丁目乙8-6
- 今治店 - 愛媛県今治市郷桜井3丁目9-16
- 宇和島店 - 愛媛県宇和島市中沢町1丁目5-7
- 高知桟橋通店 - 高知県高知市桟橋通4丁目15-7
- 高知東店&カースポット高知東 - 高知県高知市介良乙1060-10
- G-PARKみどろ - 愛媛県松山市水泥町109-1
- カースポット松山インター - 愛媛県松山市井門町455-2
- スバルショップ土居 - 愛媛県四国中央市土居町小林1519‐3
- スバルショップ新居浜西 - 愛媛県新居浜市萩生2045-1
- スバルショップ西条 - 愛媛県西条市大町1218‐5
- スバルショップ今治西 - 愛媛県今治市山路町1丁目4-11
- スバルショップ北条 - 愛媛県松山市中西内617‐5
- スバルショップ松山南 - 愛媛県伊予郡砥部町重光18-5
- スバルショップ大洲 - 愛媛県大洲市新谷乙1377‐1
- スバルショップ宇和 - 愛媛県西予市宇和町下松葉14
- スバルショップ宇和島北 - 愛媛県宇和島市高串2-339
- スバルショップ一本松 - 愛媛県南宇和郡愛南町広見3400-1
- スバルショップ四万十 - 高知県高岡郡四万十町古市町3-14